# Hombre con carta
El Hombre con carta es una pintura al óleo sobre tabla de 35 x 26 cm de Hans Memling, datado en 1480 y conservada en la Galería de los Uffizi de Florencia.

## Historia
La obra, atribuida unánimemente a Memling por la crítica, proviene de las colecciones Corsini y muestra estrecha afinidad con el Retrato de Benedetto Portinari (1478-1479) y con el Retrato de un hombre con una moneda romana, con los cuales tiene en común también el fondo paisajístico, en contraste con los fondos neutros negros de los retratos de Memling más antiguos.
La obra debía encontrarse en Italia a finales del siglo XV o al inicio del siglo siguiente, como atestigua una copia de esa época sobre tabla de pino de un artista italiano, hoy en la Petworth House en West Sussex.
En 1971 la obra fue robada del Palacio Vecchio, donde se encontraba por entonces, junto con la Madonna de Casini, siendo recuperadas dos años después.

## Descripción y estilo
Un hombre joven es retratado de tres cuartos, girado a la derecha, de medio cuerpo, con los ojos dirigidos casi al espectador, lo que es raro en Memling. No se  conoce la identidad, pero es probable que se trate de uno de los numerosos italianos presentes en aquellos años en Amberes, entonces importante centro de comercio internacional, a menudo comitentes y compradores de obras de los pintores locales.
El hombre viste jubón negro y bonete del mismo color, con una camisa blanca que sobresale en el cuello. El rostro es muy intenso, con una atención milimétrica a los detalles. Los cabellos son ondulados y caen sobre las orejas, los ojos grandes y castaños, con un corte ligeramente inclinado, la nariz fuerte y un poco curvada, los labios carnosos, y una ligera papada. Típico del área flamenca es el detalle del parapeto fingido sobre el cual el hombre posa una mano que sujeta una carta doblada, ilusión generada para romper la barrera entre el cuadro y el espectador. Esta característica será ampliamente copiada por los artistas italianos, como Andrea Mantegna, Giovanni Bellini y Pietro Perugino, por nombrar algunos de los nombres más ilustres.
A los lados de la figura se aprecia un suave paisaje con colinas que se degrada haciendo converger las líneas de fuerza sobre el rostro del retratado. A la izquierda se ven un camino y un bosquecillo ante un cerro con árboles aislados, y a derecha un lago, con dos cisnes, rodeado por la arboleda y más allá un castillo. Los objetos más remotos aparecen difuminados por la bruma, según las reglas de la perspectiva aérea, y así también el cielo, surcado por algunas nubes transparentes, se aclara hacia el horizonte.